# Vituddens Kanotvarv
Vituddens Kanotvarv AB (kurz: VKV) ist ein schwedischer Hersteller von Seekajaks, Expeditionskajaks und Rennbooten mit Sitz in Västervik. Das Unternehmen wurde 1925 von Anker Ankervik gegründet und befindet sich bis heute in Familienbesitz. VKV gilt als eine der ältesten aktiven Kajakwerften weltweit.

## Geschichte

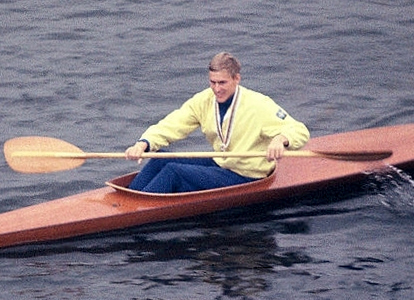
Rolf Peterson im Einer-Kajak bei den Olympischen Spielen 1964 in Tokio. Der Schwede gewann auf der 1000-Meter-Distanz die Goldmedaille im K-1 in einem Rennkajak vom Typ VKV 100, das von VKV entwickelt wurde. Nach einem dritten Platz im Vorlauf und einem zweiten Platz im Halbfinale setzte er sich im Finale mit einer Zeit von 3:57,13 Minuten durch – nur 15 Hundertstelsekunden vor dem Ungarn Mihály Hesz.

Die Bootsbautradition der Familie Ankervik reicht bis ins 19. Jahrhundert zurück. Firmengründer Anker Ankervik war der Sohn von Johan Alfred Ankervik. Dieser baute bereits um 1880 Boote in Västervik und ließ sich in Stockholm zum Möbeltischler ausbilden, um die Präzision im Bootsbau zu erhöhen. Im Jahr 1907 gründete er eine Werft auf Vitudden und spezialisierte sich auf große Küstenboote. Seine Söhne Alvar (* 1903) und Anker (* 1907) wuchsen praktisch in die Werftarbeit hinein. Nachdem Alvar in den 1920er-Jahren bei einem landesweiten Wettbewerb sogar seinen Vater übertraf, übernahm Anker die Arbeit am Standort und fokussierte sich auf die Herstellung von Kajaks. Ankers Interesse für Kajaks wurde zuvor im Alter von 14 Jahren geweckt worden, als ein Kanufahrer an der Werft vorbeipaddelte. Bald darauf baute er sein erstes eigenes Boot und gründete die Kajakwerft.
In den 1930er-Jahren gewann VKV an regionaler Bedeutung, begünstigt durch den Erfolg lokaler Kanuten wie Erik Bladström, Sven Johansson und Nils Wallin. Das internationale Längenmaß von 520 cm für Rennkajaks geht auf VKVs Einfluss zurück.
Während des Zweiten Weltkriegs experimentierte Anker mit formverleimtem Sperrholz, inspiriert von US-Flugzeugtechnik. 1943 ließ er eine Autoklav-Anlage nach eigenen Plänen bauen, was die Serienproduktion robuster Kajaks ermöglichte. Bekannte Modelle wie das VKV 48 und VKV 100 dominierten zeitweise den schwedischen Rennsport.
So galt VKV in den 1940er-Jahren mit dem Modell VKV 48 als führend im Bau formverleimter Rennkajaks in Schweden, neben »Laxen« von Max Andersson in Västerås. Doch Anfang der 1960er-Jahre etablierte sich das dänische Unternehmen Struer Kajak mit neuen Rennmodellen als ernsthafte Konkurrenz auf dem internationalen Markt.
Als Reaktion darauf entwickelte VKV das Modell VKV 100, mit dem Rolf Peterson 1964 Olympiagold in Tokio gewann. Dies festigte die Bedeutung von VKV im Rennsport nochmals – wenngleich sich Struer ab den späten 1960er-Jahren zunehmend als Marktführer im internationalen Kajakracing etablierte.
Insgesamt wurden über 300 schwedische Meistertitel in VKV-Kajaks gewonnen. Der sechsfache Olympiasieger Gert Fredriksson begann und beendete seine Karriere mit Booten von VKV.
1980 übernahm sein Sohn Ingvar Ankervik (* 1938) das Unternehmen. Aufgrund neuer Umweltschutzvorgaben musste die Produktion von Epoxid-verleimten Rennkajaks eingestellt werden. VKV verlagerte den Fokus auf Expeditions- und Tourenkajaks in GFK- und Carbon-Bauweise. Modelle wie das Yoo-A-Kim (1982), Seagull Offshore (1992) und Seagull Ocean (1995) wurden für extreme Bedingungen entwickelt und weltweit eingesetzt – darunter Fahrten rund um Kap Hoorn, Nordkap, Borneo oder über die Biskaya. Neben den bekannten Ruder- und Pontonlösungen entwickelte VKV auch ein zentral montiertes Pedalsystem, das heute in zahlreichen Seekajaks zu finden ist. Ingvar Ankervik verzichtete bewusst auf Patentanmeldungen, da ihm die Weitergabe technischer Verbesserungen wichtiger war als deren exklusive Vermarktung.

## Gegenwart

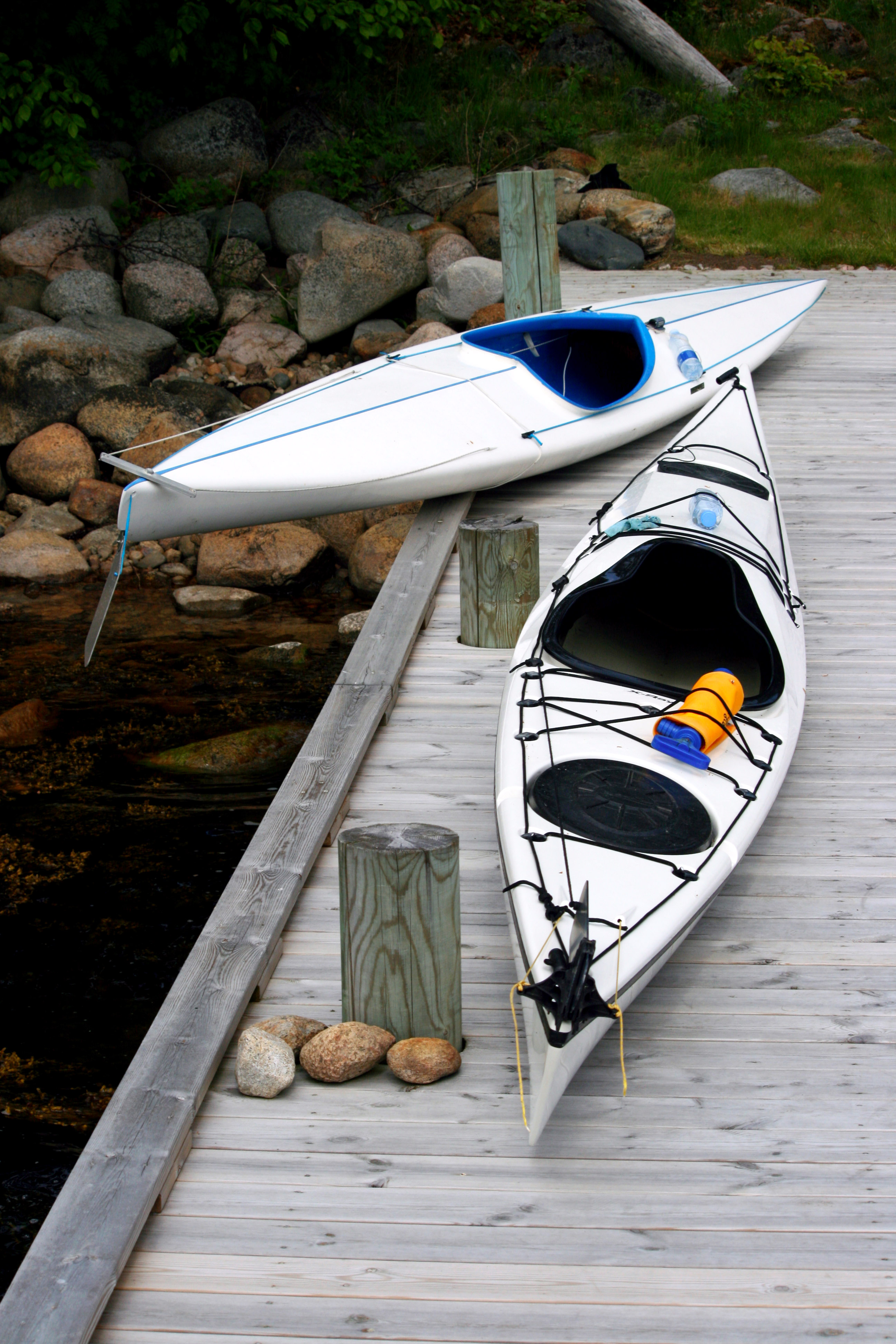
Zwei moderne Seekajaks am Steg – eins mit Tagesluke und Decksbespannung, sowie das VKV-Modell Kåre mit festem Steuerblatt.

Heute wird das Unternehmen in dritter Generation von Kåre Ankervik geleitet, unterstützt von Tochter Embla Ankervik.
VKV produziert heute ausschließlich auf Bestellung. Neben Neufertigungen bietet das Unternehmen auch Restaurierungen klassischer Holzboote an. Alle Boote von VKV werden in reiner Handarbeit produziert. Jeder Mitarbeitende ist auf einen bestimmten Schritt im Bauprozess spezialisiert, sei es das Laminieren, der Einbau der Steueranlage oder der Feinschliff. Um die Qualität zu sichern, wurden die Produktionszahlen in den letzten Jahren reduziert. Trotz der kleinen Teamgröße von drei Mitarbeitenden werden jährlich mehrere Dutzend individuell gefertigte Boote ausgeliefert.
Eigenen Angaben zufolge hat VKV seit 1925 rund 13.000 Kajaks gebaut, darunter etwa 4.800 Rennboote und 4.000 des Tourenmodells Lisa, das als meistverkauftes Kajak Skandinaviens gilt.
Neben eigenen Entwicklungen fertigt VKV bis heute auch Boote nach klassischen Entwürfen. Ein Beispiel ist das Modell Åland, das der schwedische Kanudesigner Sven Thorell bereits 1917/1919 entwarf. Das rund fünf Meter lange und 66 Zentimeter breite Langstrecken-Kajak basiert auf dem sogenannten „Schwedenform“-Prinzip und gilt als besonders seetüchtig. VKV stellt dieses Modell heute aus verstärktem Kunststoff her.

## Modelle (Auswahl)
- Ein Kajak vom Typ VKV 45 – ein formverleimtes Rennkajak aus Holz, entwickelt in den 1940er-Jahren. Es gehört zur Generation der frühen schwedischen Wettkampfkajaks.VKV 100 – Olympiagold 1964

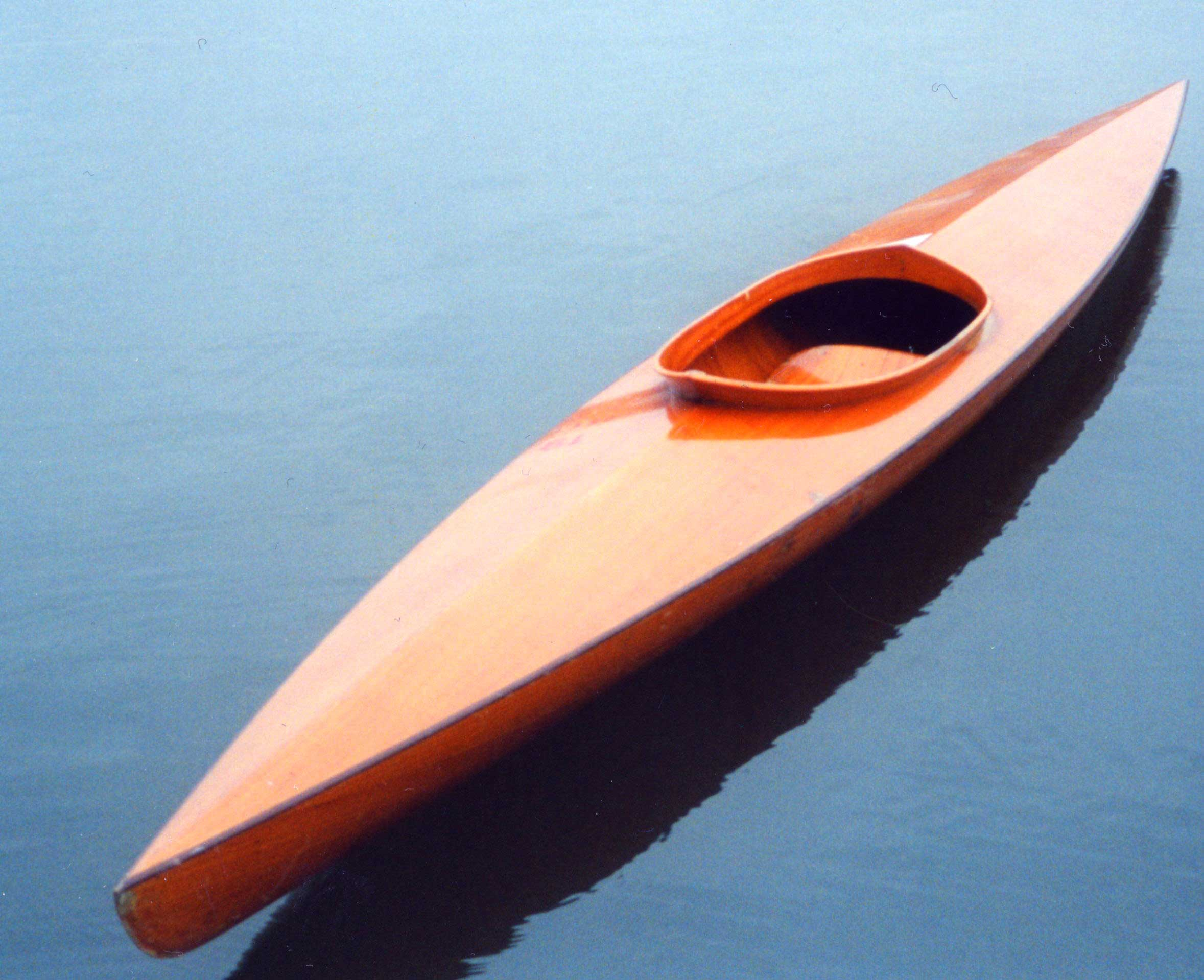
Ein Kajak vom Typ VKV 45 – ein formverleimtes Rennkajak aus Holz, entwickelt in den 1940er-Jahren. Es gehört zur Generation der frühen schwedischen Wettkampfkajaks.

- Lisa – meistverkauftes Modell Skandinaviens
- Yoo-A-Kim – vielseitiger Familien- und Expeditionskajak
- Seagull Elite / Offshore / Ocean – Hochsee- und Langstreckenkajaks
- Anita 2 – z. B. für National-Geographic-Expedition (1967, Japan)